# Emmons
Emmons és una població dels Estats Units a l'estat de Minnesota. Segons el cens del 2000 tenia 432 habitants.

## Demografia
Segons el cens del 2000, Emmons tenia 432 habitants, 178 habitatges, i 134 famílies. La densitat de població era de 208,5 habitants per km².
Dels 178 habitatges en un 34,3% hi vivien nens de menys de 18 anys, en un 58,4% hi vivien parelles casades, en un 11,2% dones solteres, i en un 24,2% no eren unitats familiars. En el 22,5% dels habitatges hi vivien persones soles el 16,3% de les quals corresponia a persones de 65 anys o més que vivien soles. El nombre mitjà de persones vivint en cada habitatge era de 2,43 i el nombre mitjà de persones que vivien en cada família era de 2,74.
Per edats la població es repartia de la següent manera: un 26,2% tenia menys de 18 anys, un 8,6% entre 18 i 24, un 25,5% entre 25 i 44, un 22,7% de 45 a 60 i un 17,1% 65 anys o més.
L'edat mediana era de 38 anys. Per cada 100 dones de 18 o més anys hi havia 86,5 homes.
La renda mediana per habitatge era de 37.083 $ i la renda mediana per família de 47.813 $. Els homes tenien una renda mediana de 34.583 $ mentre que les dones 21.750 $. La renda per capita de la població era de 16.825 $. Entorn del 5,9% de les famílies i el 8% de la població estaven per davall del llindar de pobresa.

## Poblacions més properes
El següent diagrama mostra les poblacions més properes.